# 第4屆香港電影金像獎
第4屆香港電影金像獎（英語：4th Hong Kong Film Awards）由電影雙周刊主辦，於1985年4月13日在富麗華酒店舉行，由柯达赞助，俞琤担任司仪。

## 评选机制
本届金像奖由张彻担任评审团主席，经由报章杂志影评人初选，最高分之前四、五名获选提名，复选工作由电影专业人士、影评人、文化界人士共二十四人组成，成员有张彻、方育平、钟万辉、石琪、黄志、卢敦、朱克、罗君雄、胡树儒、孙仲、程小东、草田、黄树棠等。

## 提名及獲獎名單
以下為此屆香港電影金像獎的提名及獲獎名單。

### 十大華語片
1. 《似水流年》
2. 《省港旗兵》
3. 《上海之夜》
4. 《城南旧事》
5. 《等待黎明》
6. 《公僕》
7. 《倾城之恋》
8. 《老莫的第二个春天》
9. 《鐵板燒》
10. 《停不了的爱》

### 十大外語片
1. 《楢山节考》
2. /  / 《戰場上的快樂聖誕》
3. 《常在我心间》
4. 《大寒》
5. 《魔宮傳奇》
6. / 《美国往事》
7. 《呷醋丈夫俏嬌妻（英语：Unfaithfully Yours (1984 film)）》
8. 《狠將奇兵》
9. 《隔墙花》
10. 《絲克伍事件》

## 獎項統計
| 數目 | 電影名稱                                                                                       |
| 獲獎 |                                                                                                |
| 6    | 似水流年                                                                                       |
| 3    | 省港旗兵                                                                                       |
| 1    | 公僕、緣份、等待黎明、A計劃、傾城之戀、少女日記                                                |
| 提名 |                                                                                                |
| 11   | 似水流年                                                                                       |
| 9    | 省港旗兵、上海之夜                                                                             |
| 8    | 等待黎明                                                                                       |
| 4    | 唐朝豪放女、傾城之戀                                                                           |
| 3    | 公僕、少女日記                                                                                 |
| 2    | 鐵板燒、A計劃、緣份                                                                            |
| 1    | 停不了的愛、失婚老豆、行錯姻緣路、雪兒、我為你狂、人嚇鬼、快餐車、五郎八卦棍、君子好逑、陰陽錯 |

### 金像獎電影
| 電影     | 獎項                                                               |
| -------- | ------------------------------------------------------------------ |
| 似水流年 | 最佳電影、最佳導演、最佳編劇、最佳女主角、最佳新演員、最佳美術指導 |
| 公僕     | 最佳男主角                                                         |
| 省港旗兵 | 最佳男配角、最佳剪接、柯達榮譽大獎                                 |
| 緣份     | 最佳女配角                                                         |
| 等待黎明 | 最佳攝影                                                           |
| A計劃    | 最佳動作指導                                                       |
| 傾城之戀 | 最佳電影音樂                                                       |
| 少女日記 | 最佳電影歌曲                                                       |

## 媒体播放
- 现场直播：无线电视翡翠台

## 纪事
- 李修贤凭《公仆》同时入围“最佳导演”及“最佳男主角”，是金像奖史上首位凭同一部影片入围最佳导演及最佳男主角的演员。

## 外部連結
- 第四屆香港電影金像獎得獎名單新版 （页面存档备份，存于）
- 第四屆香港電影金像獎得獎名單舊版 （页面存档备份，存于）